# HTC Advantage

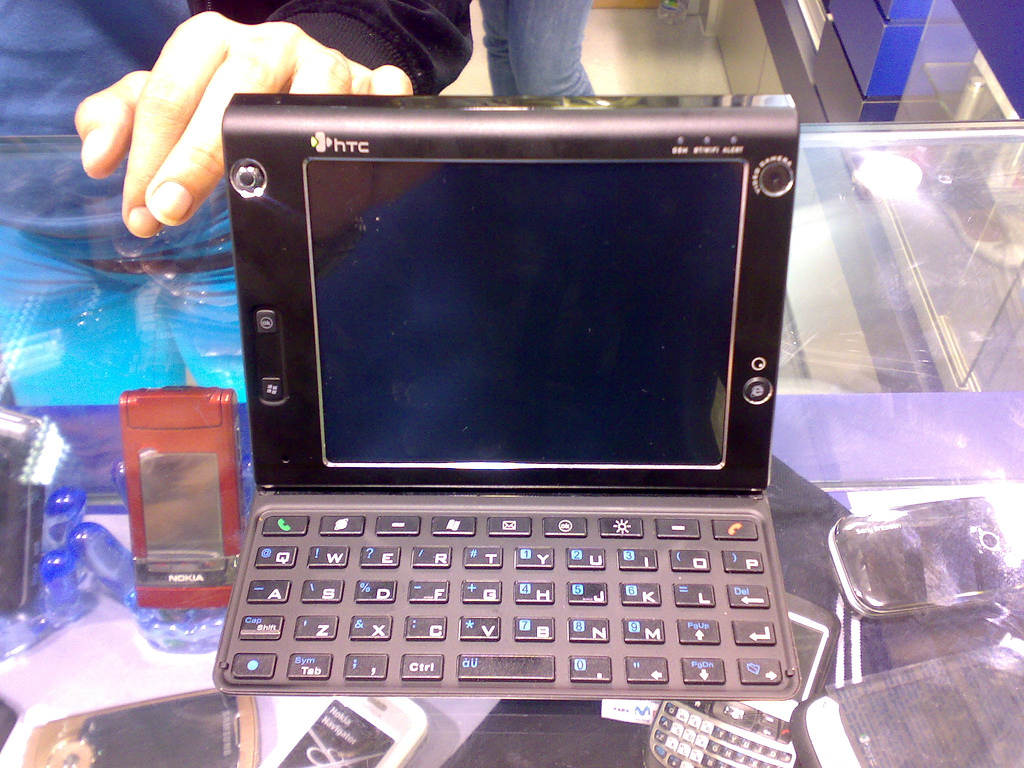
De HTC Advantage

De HTC Advantage (serienummer X7500), ook wel bekend als de HTC Athena, T-Mobile Ameo en de Dopod U1000, is een phablet van de Taiwanese fabrikant HTC. In maart 2007 werd hij in Europa verkocht met het besturingssysteem Windows Mobile 5.0. In juni 2007 werd de HTC Advantage X7501 in Noord-Amerika verkocht met versie 6.0 van Windows Mobile. Er was tevens een verbeterde versie, de X7510 had standaard Windows Mobile 6.1, 16 GB opslaggeheugen en een camera aan de voorkant, die er bij de X7501 van af was gehaald. De Athena is inmiddels niet meer te verkrijgen. Het werd zowel als een smartphone als een internettablet op de markt gezet.